# Purba Ganda
Purba Ganda is een bestuurslaag in het regentschap Simalungun van de provincie Noord-Sumatra, Indonesië. Purba Ganda telt 2959 inwoners (volkstelling 2010).